# 宇和島屋
宇和島屋（Uwajimaya, Inc.）とは、アメリカ合衆国のワシントン州シアトルに本社を置くスーパーマーケット。

## 概要
アメリカ北西部最大の日系スーパーマーケットで、日本食をはじめとするアジアの料理、食材や雑貨を販売している。日系企業と手を組むことも多く、いくつかの店を紀伊國屋書店とパートナーシップをとって運営しているほか、パリミキなどが出店している。
経営は創業者一族によって行われており、会長をはじめ社長などには親族が就任している。会長の森口富雄は日系人向けの邦字紙である北米報知の発行人をはじめ、日系コンサーンズ、全米日系人博物館、国に貢献した日系アメリカ人の歴史を語り継ぐ「国立日系アメリカ人記念財団」の理事なども務める現地日系人社会の功労者であり、2005年にはアメリカ人の対日理解促進と日系人の福祉向上における功績で旭日小綬章を受章している。
本社はシアトルのインターナショナル・ディストリクトにあり、当社が運営する「宇和島屋ビレッジ」と呼ばれる施設の中に入居している。宇和島屋ビレッジは店舗部分とアパートメントに分かれており、店舗部分には宇和島屋のほか紀伊国屋書店、パリミキなどの店舗、銀行、フードコートなどが入居している。アパートメントは176戸あり、総面積は合わせて66,000平方メートルある。
シアトル郊外のワシントン州ベルビュー（Bellevue）とレントン（Renton、レントンショッピングセンター内）、そしてポートランド郊外のオレゴン州ビーバートン（Beaverton）に支店が存在する。各店舗にはスーパーのほかにアジアの料理が食べられるレストランやカフェなどが入居しているほか、ビーバートン店には紀伊國屋書店が入居しており、日本やアジア言語の書籍が購入可能である。

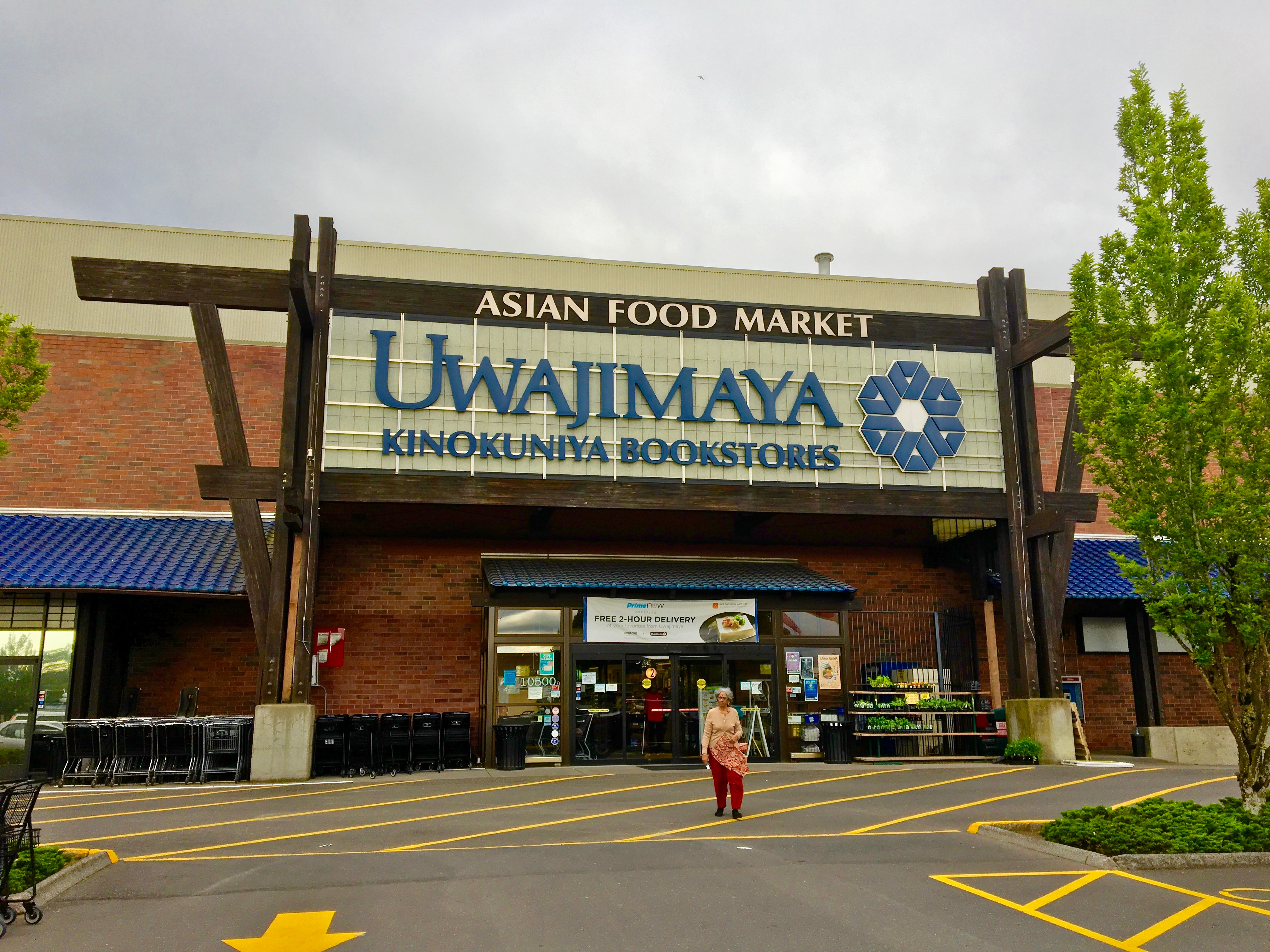
宇和島屋 ビーバートン

城島健司はシアトル・マリナーズとの契約発表のインタビューの中で「シアトルには宇和島屋さんというスーパーがありまして、嫁の心をつかんだんじゃないでしょうか。決め手？　宇和島屋さんじゃないでしょうか」と答えている。宇和島屋はこれに応えて歓迎のコメントを発表したり、横断幕を設置するなどしている。

## 歴史
宇和島屋は1928年に森口富士松によって設立された。森口は現在の愛媛県八幡浜市の出身で、宇和島市で商売を学んだ後に渡米し、ワシントン州タコマで働いていた。当時ピュージェット湾地域では製材所や港湾で多数の日本人が働いており、宇和島屋は彼ら向けに豆腐や蒲鉾などを製造してトラックで販売したり、商店を営んだりしていた。
1942年に太平洋戦争が勃発すると日系人は収容所に収容されたため、宇和島屋はいったん業務を停止した。戦争が終わって日系人が解放されると、宇和島屋はシアトルに拠点を移して再開した。店舗は戦前、日本町として栄えたサウスメイン・ストリートにあった。また、この時期から日系だけでなく、他のアジア系やそれ以外のニーズにも対応した品揃えを行うようになっていった。
1960年代に入ると宇和島屋は大きく発展することとなる。そのきっかけとなったのは1962年にシアトルで開催されたシアトル万国博覧会であった。万博に出展したことで知名度は大きく上昇し、また地元での評判も上がったのである。さらに、経済発展に伴って日本から多くの船員や企業などの駐在員がシアトルを訪れるようになったことも宇和島屋にとってプラスとなった。1970年には少し南のキング・ストリート沿いに移転し、店舗も20,000平方メートルに拡大された。
急激に人口が増加し、また日本人駐在員も多く住む地域であったことから1978年にはベルビューに、さらに1998年にはビーバートンに出店している。2000年にはシアトル店がさらに南のチャイナタウン付近に移転し「宇和島屋ビレッジ」をオープンさせた。